# Тяжёлая атлетика на летних Олимпийских играх 1904 — толчок двумя руками
Соревнования по тяжёлой атлетике в толчке двумя руками среди мужчин на летних Олимпийских играх 1904 прошли 3 сентября. Приняли участие четыре спортсмена из двух стран.

## Призёры
| Золото                  | Серебро          | Бронза            |
| Периклес Какусис Греция | Оскар Остхоф США | Фрэнк Канглер США |

## Соревнование

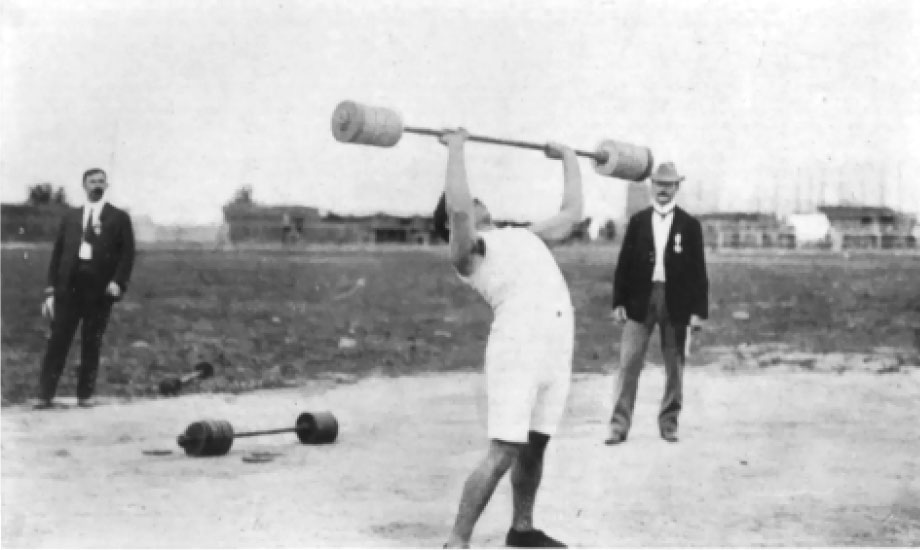
Периклес Какусис во время упражнений

| Место | Спортсмен              | Результат |
| ----- | ---------------------- | --------- |
| 1     | Периклес Какусис (GRE) | 111,70 кг |
| 2     | Оскар Остхоф (USA)     | 84,37 кг  |
| 3     | Фрэнк Канглер (USA)    | 79,61 кг  |
| 4     | Оскар Олсон (USA)      | 67,81 кг  |